# Gilles Andriamahazo
Gilles Andriamahazo (Fort-Dauphin, 13 mei 1919 – Antananarivo, 13 september 1989) was een Malagassisch generaal en president van Madagaskar. Hij was de opvolger van Richard Ratsimandrava, die op 11 februari 1975 vermoord werd. Andriamahazo was president van Madagaskar tussen 12 februari en 15 juni 1975. Hij werd opgevolgd door Didier Ratsiraka.